# Parmeliella stylophora
Parmeliella stylophora är en lavart som först beskrevs av Vain., och fick sitt nu gällande namn av P. M. Jørg. Parmeliella stylophora ingår i släktet Parmeliella och familjen Pannariaceae.   Inga underarter finns listade i Catalogue of Life.